# Dictyna civica
Dictyna civica är en spindelart som först beskrevs av Lucas 1850.  Dictyna civica ingår i släktet Dictyna och familjen kardarspindlar. Inga underarter finns listade i Catalogue of Life.